# Doors: Chicago Storylines
Doors: Chicago Storylines ist ein Jazzalbum von Caroline Davis. Die am 26. August 2013 im Transient Sound Studio in Chicago entstandenen Aufnahmen erschienen am 5. November 2015 auf dem Label Ears and Eyes Records.

## Hintergrund
Caroline Davis spielte das Album mit der gleichen Stammband ein, mit der auch ihr Debütalbum Live Work & Play (2012) entstanden war, mit dem Gitarristen Mike Allemana, dem Bassisten Matt Ferguson und dem Schlagzeuger Jeremy Cunningham. Hinzu kamen die Gastmusiker Russ Johnson (Trompete), Ron Perrillo (Piano in „Lin“) und Katinka Kleijn (Cello in „Golden Era“). Das Album wechselt zwischen kurzen, mehrstimmig montierten Interview-Sequenzen mit den Jazzveteranen der Stadt und Davis’ Eigenkompositionen. In diese integrierte Davis die Stimmen von Jazzmusikern der Stadt, in der sie acht Jahre gearbeitet hatte, von (in der Reihenfolge ihres Auftretens) Art Davis, George Fludas, Eric Schneider, Joan Hickey, Bobby Broom, Ted Sirota, Pat Mallinger, Steve Million, Ed Petersen, Eric Hochberg und schließlich Von Freeman; „Rounds: For the Horses“ ist eine Hommage an den Hardbop-Veteranen.

## Titelliste
- Caroline Davis: Doors: Chicago Storylines (ears&eyes Records – ee:15-o39)[1]

1. Golden Era 3:22
2. The Hubs Up North, Down South 3:20
3. Little Fort Road 1:15
4. Lincoln Land 7:13
5. Lin 6:31
6. Rounds for the Horses 7:54
7. Chicago Sound? 5:39
8. Golden Era of Elders 4:34
9. Delighted 4:50
10. What Makes Them 1:51
11. Another Way 5:21
12. Fields 8:44
13. Doors 3:28

Die Kompositionen stammen von Caroline Davis.

## Rezeption
Martin Johnson schrieb in Bandcamp Daily, Doors sei eine Aufnahme, die fast gleichzeitig als Audiodokumentation der Chicagoer Jazzszene nach der Jahrtausendwende diene, da 13 Schlüsselfiguren ihre Erinnerungen in die musikalische Erzählung einfließen lassen, die die Windy City feiere. Gastmusiker und Trompeter Russ Johnson trage dazu bei, um eine warme, kontemplative Reflexion über den Ort entstehen zu lassen, an dem Davis zum ersten Mal als Profi musikalisch Fuß fasste.
Nach Ansicht von Hrayr Attarian, der das Album in All About Jazz rezensierte, sei Doors: Chicago Storylines eine einzigartige Version von Oral History, bei der die Altsaxophonistin durch die Verflechtung von eigenen Kompositionen mit den Erzählungen regionaler Musiker die Geschichte des Chicagoer Jazz in einem einzigartig fesselnden und artikulierten Stil rekonstruiere. Im Stück „Chicago Sound?“ zum Beispiel spiele Davis nach einer Diskussion über die Art des Jazz, der in verschiedenen Vierteln gespielt wird, gefühlvoll, verbunden mit einer coolen Prahlerei und verschönere ihr Spiel mit cleveren und gefühlvollen Verzierungen. Dieses vergnügliche und verführerische Album sei sicherlich von großem Interesse für die Enthusiasten der Chicagoer Jazzszene, doch gehe Ausstrahlung und Ideenreichtum über die regionale Einordnung hinaus und stelle jeden Fan kreativen musikalischen Ausdrucks zufrieden.
Jackson Sinnenberg schrieb in einer Konzertkritik 2016 in Capitol Bop, auf ihrem Album verbinde Davis dokumentarisches Geschichtenerzählen und Instrumentalmusik, um ein atemberaubendes Porträt der Chicagoer Jazzszene der letzten zwei Jahrzehnte des 20. Jahrhunderts zu schaffen. Caroline Davis könne in ihrem Spiel leicht und delikat sein, aber jederzeit in einen Wirbelwind aus Tönen und Dissonanzen ausbrechen. Und diese Vertonung erwies sich als ideales Vehikel für ihre aufsteigende Stimme auf dem Altsaxophon, die nach Pharoah Sanders’ Sinn für spirituelle Höhen strebe. Ungebunden durch das Fehlen von Akkordinstrumenten finde sie Raum, um wirklich mit den melodischen und tonalen Ideen zu spielen, als wären sie der Kitt, sie zu Momenten von beinahe Extremen zu erweitern oder zusammenzuziehen, aber alles innerhalb einer strengen und durchschlagenden Logik.